# Glaciar do Brouillard
O glaciar do Brouillard (em italiano:  Ghiacciaio del Brouillard)  nasce a 4000 m de altitude perto do Colo Eccless e desce da vertente italiana do maciço do Monte Branco entre o Pico da Innominata a leste e o monte Brouillard a oeste. Na outra vertente deste último encontra-se o glaciar do Freney.

## Imagens
- Imagens-SummitPost